# Unione montana Bellunese-Belluno Ponte nelle Alpi
L'unione montana Bellunese-Belluno Ponte nelle Alpi è un'unione montana (già comunità montana) veneta della provincia di Belluno.

## Geografia fisica

### Territorio
All'unione montana appartengono, nella loro totalità, i soli comuni di Belluno e Ponte nelle Alpi.